# Saint-Maurice-Thizouaille
Saint-Maurice-Thizouaille è un comune francese di 251 abitanti situato nel dipartimento della Yonne nella regione della Borgogna-Franca Contea.

## Società

### Evoluzione demografica
Abitanti censiti